# Tango 4
Tango 4 es el tercer álbum de estudio de Charly García en conjunto con el músico argentino Pedro Aznar. Grabado entre enero y septiembre de 1991 por Pedro Aznar en Overtone Studios (asistido por Peter Baleani en "Vampiro", "Sólo Dios sabe" y "Diana"). El álbum tiene temas propios como el éxito "Tu amor" o "Vampiro" (con Gustavo Cerati en guitarras), y versiones en castellano de "Break It All" ("Rompan todo") de Los Shakers (con la participación de Sandro) y "God Only Knows" ("Sólo Dios sabe") de los Beach Boys. Para este disco también fueron invitados Alfredo Alcón (lee textos bíblicos en "Treinta denarios") y Jorge Luz ("Cucamonga dance").

## Historia
En 1991 García -de 39 años por entonces- fue internado por primera vez por sus problemas de adicciones. Sin embargo, el músico tenía que cumplir su contrato de grabar otro álbum. La forma de hacer terapia de García fue convocar a Pedro Aznar -31 años en esa época-, bajista prodigio de Serú Girán. De esa junta salió el tercer disco de Tango, el dúo que formaban y que ya había hecho un álbum en 1985, en el que estaba "Pasajera en trance", "Hablando a tu corazón" y "Ángeles y predicadores".
Este disco iba a ser en realidad un trío musical con Gustavo Cerati, de Soda Stereo.[cita requerida] En 1988 Cerati recibió una llamada de Charly García, proponiéndole grabar un disco a dúo. El disco se iba a llamar "Tango 3" (ya que Radio Pinti se consideraría como el "Tango 2" de Aznar y García), pero debido a los compromisos de Gustavo con Soda Stereo, quienes en la época hicieron su álbum más exitoso: Canción Animal, y las giras de Pedro con Pat Metheny Group y el vertiginoso ritmo de trabajo que el disco requería, nunca se concretó dicha unión.
Tango 4 salió con mucha publicidad, fue un éxito de ventas y no tuvo presentación en vivo oficial. Meses después de su lanzamiento ya estaba en marcha la reunión de Serú Girán. Las letras de Charly para este trabajo son en su mayoría autorreferenciales, centrándose en situaciones vividas por el músico o transmitiendo sus sentimientos. "Vampiro" es, quizás, una de las más desgarradoras: utilizando como base el estribillo de una canción que quedó fuera de Parte de la religión, Charly le escribió el resto de la letra tratando de plasmar cómo se veía el al salir de su primera internación por adicción a las drogas, y el mensaje que García le transmite a alguien que podría ser tanto un familiar como un amigo o un fan.[cita requerida]

## Lista de canciones
Todas las canciones escritas y compuestas por Charly García y Pedro Aznar, excepto donde se indica. 
| N.º   | Título                                    | Cantante principal | Duración |  |
| 1.    | «Tu amor»                                 | Aznar/García       | 3:12     |  |
| 2.    | «Mientes»                                 | Aznar              | 4:23     |  |
| 3.    | «Vampiro»                                 | García             | 5:51     |  |
| 4.    | «Rompan todo» (H. Fattoruso/O. Fatorusso) | Sandro             | 4:05     |  |
| 5.    | «Mala señal»                              | García             | 3:28     |  |
| 6.    | «30 denarios»                             | Aznar/García/Alcón | 5:38     |  |
| 7.    | «Sólo Dios sabe» (Wilson/Asher)           | Aznar              | 3:25     |  |
| 8.    | «Cucamonga Dance»                         | Aznar/García/Luz   | 3:08     |  |
| 9.    | «Diana»                                   | Aznar              | 4:08     |  |
| 10.   | «Happy and Real»                          | García             | 4:11     |  |
| 41:29 |                                           |                    |          |  |

| Pistas extra en la edición en CD |                                          |          |  |
| N.º                              | Título                                   | Duración |  |
| 11.                              | «Vampiro (versión instrumental).»        | 5:51     |  |
| 12.                              | «Diana (versión instrumental).»          | 4:08     |  |
| 13.                              | «Sólo Dios sabe (versión instrumental).» | 3:25     |  |
| 53:55                            |                                          |          |  |

## Músicos
- Charly García: voz, piano, teclados, guitarras, cítara, bombo legüero, palmas.
- Pedro Aznar: voz, bajo eléctrico, guitarras, teclados, piano, batería Octapad, platillos, pandero, chasquidos, bombo legüero, palo de lluvia, saxo, palmas.

## Invitados
- Gustavo Cerati: guitarras eléctricas, coros y arreglos de voces en "Vampiro".
- Sandro: voz en "Rompan todo".
- Alfredo Alcón: voz en "Treinta denarios".
- Jorge Luz: voz en "Cucamonga dance".
- Alicia Infante: voz en "Treinta denarios".
  - Infante es una locutora argentina cuya voz (grabada originalmente en 1978) da la hora provista por el número telefónico 113 en Argentina de manera constante desde 1981.[1] Su voz en la canción representa la idea de que a Jesucristo le llegó la hora de ser crucificado: «1 hora, 57 minutos, 20 segundos», y más tarde, «2 horas, 7 minutos, 0 segundos».[cita requerida]

## Información técnica
- Mezclado: Peter Baleani y Pedro Aznar.
- Asistente de grabación: Leonardo Kozlowski.
- Operación de computadoras: Pedro Aznar.
- Contratapa: Alejandro Kuropatwa.
- Maquillaje: Silvia Pittaluga.
- Fotografía de pinturas: Hilda Lizarazu.
- Diseño gráfico: Alfi Baldo.
- Secretaria de Charly: Cecilia Mántica.